# Elaeocarpus pierrei
Elaeocarpus pierrei är en tvåhjärtbladig växtart som beskrevs av Koorders & Valeton. Elaeocarpus pierrei ingår i släktet Elaeocarpus och familjen Elaeocarpaceae. Inga underarter finns listade i Catalogue of Life.